# Paspalum trachycoleon
Paspalum trachycoleon är en gräsart som beskrevs av Ernst Gottlieb von Steudel. Paspalum trachycoleon ingår i släktet tvillinghirser, och familjen gräs. Inga underarter finns listade i Catalogue of Life.